# Alex Schwazer
Alex Schwazer, né le 26 décembre 1984 à Vipiteno, est un athlète italien, spécialiste de la marche athlétique. Champion olympique sur 50 km en 2008 et champion d'Europe sur 20 km en 2010, il est contrôlé positif à l'EPO en 2012, peu avant sa participation aux Jeux, et suspendu jusqu'en avril 2016. Le 10 août 2016, le TAS confirme sa disqualification pour une durée de 8 ans, à la veille des Jeux olympiques de 2016.

## Carrière
En 2005, Schwazer remporte la médaille de bronze du 50 km marche lors des Championnats du monde d'Helsinki en établissant un nouveau record d'Italie en 3 h 41 min 54 s. Aligné sur les deux épreuves de marche, deux ans plus tard, lors des Mondiaux 2007 d'Osaka, il se classe dixième de l'épreuve du 20 km et s'adjuge une nouvelle médaille de bronze sur 50 km, en 3 h 44 min 38 s, derrière l'Australien Nathan Deakes et le Français Yohan Diniz. Il établit la meilleure performance de l'année 2007 sur 50 km marche le 11 février à Rosignano Solvay. 

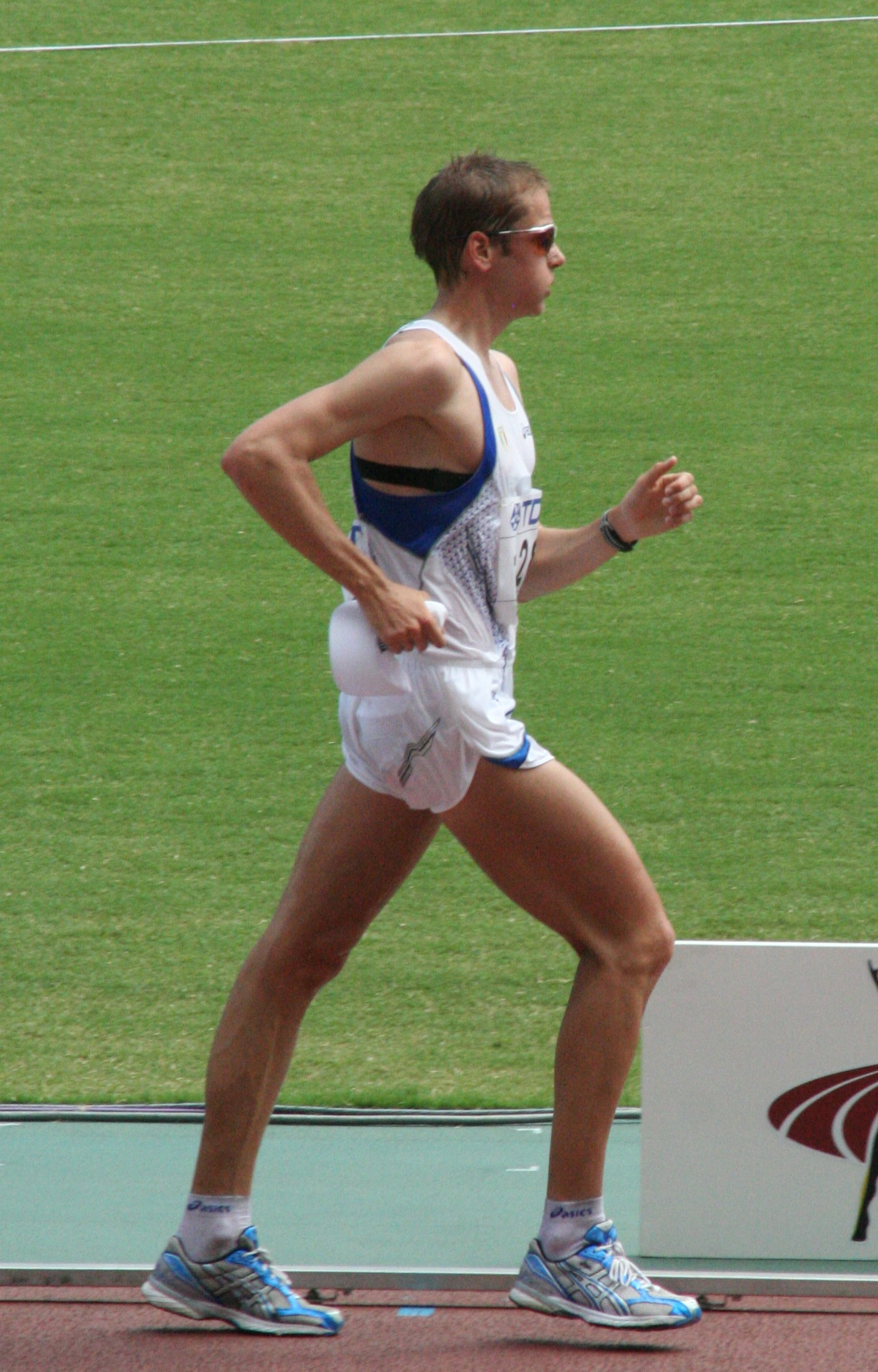
Alex Schwazer aux Mondiaux d'Osaka en 2007

Le 22 août 2008, il remporte les 50 km marche des Jeux olympiques de Pékin dans le temps de 3 h 37 min 09 s, établissant un nouveau record olympique.
Le 27 juillet 2010, il décroche initialement la médaille d'argent sur une distance peu habituelle pour lui, les 20 km en 1 h 20 min 38, lors des Championnats d'Europe d'athlétisme 2010 à Barcelone, derrière le Russe Stanislav Emelyanov. Ce dernier sera ultérieurement disqualifié pour dopage, ce qui permettra à Schwazer de récupérer la médaille d'or.
Le 18 mars 2012, il remporte le trophée Lugano sur 20 km, en 1 h 17 min 30 s, record national, devant Yohann Diniz à 13 s et Erick Barrondo.
À la suite d'un contrôle antidopage, le 30 juillet 2012 à Oberstdorf, peu avant sa participation aux Jeux olympiques d'été de 2012, il est disqualifié pour usage de l'EPO. Après de longues semaines passées à nier l'évidence, le 6 août, le marcheur reconnaît finalement s'être dopé. Il annonce dans la foulée la fin de sa carrière.
Il est condamné à 8 mois de prison avec sursis et 6 000 euros d'amende, après négociation de sa peine. Sa suspension se termine le 29 avril 2016 et, afin de se qualifier pour les Jeux olympiques à Rio, il reprend peu après la compétition lors de la Coupe du monde de marche à Rome. Il y remporte le titre individuel et le titre mondial par équipes, en 3 h 39 min 0 s, deuxième meilleur temps mondial, pour sa première compétition après 3 ans et 9 mois de suspension.
Le 21 juin 2016, avec un retard inhabituel, il est annoncé qu'Alex Schwazer aurait été contrôlé positif le 1er janvier (échantillon A qui a été ré-analysé plus de quatre mois après qu'il a été analysé négatif) : son retour à la compétition début avril avait déjà été très mal-vu par le monde de l'athlétisme et notamment le champion du monde en salle 2016 Gianmarco Tamberi qui l'avait alors qualifié de « Honte de l'Italie ». L'athlète et son entraîneur Sandro Donati, connu pour sa lutte constante contre le dopage annoncent qu'en attendant le réexamen de l'échantillon B, l'anabolisant retrouvé ne saurait avoir été ingéré par un marcheur (il correspond à celui d'un sprinteur) et son avocat annonce une plainte contre X. Le 15 juillet 2016, il dépose un recours devant le Tribunal arbitral du sport en soulignant les éléments irréguliers de ce contrôle antidopage (prélèvement le 1er janvier, sans anonymat, examens de l'échantillon seulement en avril, publication fin juin) afin de pouvoir participer sub judice aux Jeux olympiques. Le 10 août 2016, le TAS confirme une disqualification de 8 ans, comme demandé par l'IAAF. Cependant le 27 juillet 2018 des analyses ultérieures sur les échantillons prélevés et analysés à Cologne laissent penser qu’il est possible que les prélèvements aient été manipulés : les enquêteurs continuent leurs investigations en effectuant 100 autres prélèvements ADN comparables pour comprendre ce qui s’est passé.
En février 2021, il est blanchi pénalement par un juge italien de Bolzano, qui s'est prononcé en faveur d'un non-lieu, en précisant que Schwazer n'avait « pas commis les faits ». Il se justifie dans son ordonnance, en invoquant : « le haut degré de crédibilité que les échantillons d'urine prélevés le 1er janvier 2016 (...) ont été modifiés dans le but d'obtenir un résultat positif » afin « d'obtenir la disqualification et le discrédit de l'athlète »,. Si l'agence mondiale antidopage se dit "consternée" par cette décision qu'elle juge "sans fondement", le marcheur italien déclare lui toujours espérer participer aux Jeux Olympiques de Tokyo. Schwazer fait appel devant le Tribunal arbitral du sport (TAS) qui rejette finalement sa requête le 7 mai. Cette décision est confirmée une semaine plus tard par le tribunal fédéral suisse, qui met fin à ses espoirs de participation aux Jeux Olympiques de Tokyo.

## Palmarès
| Date | Compétition                     | Lieu        | Résultat | Épreuve | Temps              |
| ---- | ------------------------------- | ----------- | -------- | ------- | ------------------ |
| 2005 | Championnats du monde           | Helsinki    | 3e       | 50 km   | 3 h 41 min 54 s NR |
| 2007 | Championnats du monde           | Osaka       | 9e       | 20 km   | 1 h 24 min 39 s    |
| 2007 | Championnats du monde           | Osaka       | 3e       | 50 km   | 3 h 44 min 38 s    |
| 2008 | Coupe du monde de marche        | Tcheboksary | 2e       | 50 km   | 3 h 37 min 04 s    |
| 2008 | Jeux olympiques                 | Pékin       | 1er      | 50 km   | 3 h 37 min 09 s    |
| 2010 | Championnats d'Europe           | Barcelone   | 1er      | 20 km   | 1 h 20 min 38 s    |
| 2011 | Championnats du monde           | Daegu       | 7e       | 20 km   | 1 h 21 min 50 s    |
| 2016 | Championnats du monde de marche | Rome        | 1er      | 50 km   | 3 h 39 min 00 s    |